# Detective Touré
Detective Touré es una serie de televisión española de thriller detectivesco creada por David Pérez Sañudo y Carlos Vila Sexto para La 1 y ETB1, basada en la serie de novelas Touré de Jon Arretxe. Está protagonizada por Malcolm Treviño-Sitté y coproducida por RTVE, Tornasol Films y DeAPlaneta.
La serie tuvo su primera emisión en la plataforma de streaming de EITB, Primeran, el 1 de febrero de 2024, con doblaje al euskera; más adelante, dicho doblaje se estrenó en televisión tradicional en ETB1 el 27 de mayo de 2024. La versión original en español, euskera y francés tiene previsto su estreno en La 1 para el 6 de noviembre de 2024.

## Sinopsis
Mahamoud Touré (Malcolm Treviño-Sitté) es un inmigrante guineano sin papeles que vive en el barrio de San Francisco de Bilbao. Alterna ocupaciones ocasionales, entre ellas la de investigador privado en casos de poca monta. A pesar de ello, su habilidad, su intuición y su sentido del humor le permiten establecer relaciones de confianza con la policía local, la Ertzaintza. A lo largo de la serie, se ve envuelto en un complejo caso en el que debe afrontar diversos riesgos: se enfrenta a casos de corrupción inmobiliaria, conflictos en el barrio de San Francisco e incluso se cruza con la mafia nigeriana.

## Reparto

### Principal
- Malcolm Treviño-Sitté como Mahamoud Touré
- Itziar Ituño como Txaro
- Loreto Mauleón como Cristina
- Urko Olazabal como Etxebe
- Itsaso Arana como Enare
- Unax Ugalde como Arretxe
- Gorsy Edu como Osmán
- Emilio Buale como Kareem
- Goize Blanco como Maialen
- Lander Otaola como Txema
- Ayoub El Hilali como Xihab
- Taiwo Akeju como Sira
- Jon Olivares como La Rata
- Asier Tartás como Hombre
- Lidia Nené como Juliete
- Ane Gabarain como Policía
- Mikel Laskurain como Policía

## Temporadas y audiencias
| Temporada | Temporada | Emisiones | Estreno                | Final                   | Audiencia media | Audiencia media | Audiencia media |
| Temporada | Temporada | Emisiones | Estreno                | Final                   | Espectadores    | Share           |                 |
| --------- | --------- | --------- | ---------------------- | ----------------------- | --------------- | --------------- | --------------- |
|           | 1         | 6         | 6 de noviembre de 2024 | 11 de diciembre de 2024 | 973 000         | 9,8%            |                 |

## Episodios
| N.º | Título           | Dirigido por   | Escrito por                            | Fecha de estreno en Primeran | Fecha de estreno en ETB1 | Fecha de estreno en La 1 | Audiencia en La 1 |
| --- | ---------------- | -------------- | -------------------------------------- | ---------------------------- | ------------------------ | ------------------------ | ----------------- |
| 1   | «19 cámaras»     | Esteban Crespo | David Pérez Sañudo y Carlos Vila Sexto | 1 de febrero de 2024         | 27 de mayo de 2024       | 6 de noviembre de 2024   | 1 219 000 (11,9%) |
| 2   | «Familia»        | Esteban Crespo | Flora González                         | 1 de febrero de 2024         | 3 de junio de 2024       | 13 de noviembre de 2024  | 1 107 000 (11,1%) |
| 3   | «Ada y Juliette» | Violeta Salama | David Pérez Sañudo y Carlos Vila Sexto | 1 de febrero de 2024         | 10 de junio de 2024      | 20 de noviembre de 2024  | 843 000 (8,4%)    |
| 4   | «Vaya noche»     | Violeta Salama | David Pérez Sañudo y Carlos Vila Sexto | 8 de febrero de 2024         | 17 de junio de 2024      | 27 de noviembre de 2024  | 952 000 (9,7%)    |
| 5   | «Chimamanda»     | Esteban Crespo | Flora González                         | 8 de febrero de 2024         | 24 de junio de 2024      | 4 de diciembre de 2024   | 843 000 (8,4%)    |
| 6   | «El límite»      | Esteban Crespo | David Pérez Sañudo y Carlos Vila Sexto | 8 de febrero de 2024         | 1 de julio de 2024       | 11 de diciembre de 2024  | 876 000 (9,4%)    |

## Producción
En febrero de 2023, RTVE y EITB anunciaron que estaban desarrollando, junto con las productoras Tornasol Films y DeAPlaneta, una adaptación a televisión de las novelas de Touré de Jon Arretxe, titulada Detective Touré. Aunque originalmente tenía pensado iniciar su rodaje en marzo de 2023, éste finalmente comenzó en junio de 2023 en Bilbao, con Malcolm Treviño-Sitté como protagonista. Entre las localizaciones del rodaje se incluyen el Teatro Arriaga, el Puente de La Salve y el barrio de San Francisco, además del Muxikebarri Zentroa en Guecho y Algorta. El rodaje de la serie concluyó en septiembre de 2023. La serie fue rodada en castellano, euskera y francés.

## Lanzamiento y marketing
En enero de 2024, DeAPlaneta lanzó el tráiler de Detective Touré. Ese mismo mes, se anunció que la serie tendría su preestreno el 31 de enero de 2024 en la Sala BBK de Bilbao, con doblaje al euskera y subtítulos en castellano, y también que tendría su estreno mundial al día siguiente, el 1 de febrero de 2024, en la plataforma de streaming de EITB, Primeran, también con doblaje al euskera. Primeran lanzó el día del estreno los tres primeros capítulos de la serie, seguidos de los tres capítulos restantes el 8 de febrero de 2024. Tres meses después, EITB anunció que estrenaría la serie en televisión tradicional en su cadena principal, ETB1, el 27 de mayo de 2024, de nuevo con doblaje al euskera.
Originalmente, RTVE tenía pensado estrenar la serie en La 1, en su versión original en castellano, en febrero de 2024, pero luego dicho estreno fue retrasado indefinidamente. El 31 de octubre de 2024, después de varios meses de retraso, La 1 finalmente anunció que estrenaría la serie el 6 de noviembre de 2024. En mayo de 2024, Netflix anunció que había adquirido la serie y la incluiría en su catálogo exactamente 45 días después de que TVE emita el último capítulo de la serie.